# Museu do Vinho e da Vinha (Bucelas)
O Museu do Vinho e da Vinha, é um museu situado em Bucelas, no concelho de Loures, em Portugal. Encontra-se instalado num edifício cuja história está intimamente relacionada com a tradição vitivinícola local, tendo sido a sua inauguração em 2013.
O local apresenta dois espaços expositivos distintos e uma loja especializada que congrega uma grande diversidade de vinhos da zona de Bucelas.
O museu do vinho e da vinha, zela a preservação e apela a divulgação da memória coletiva em torno da atividade agrícola, especialmente representada nesta terra, Bucelas, pelo seu vinho, com particular destaque á casta Arinto.
Atualmente encontra-se integrado na rede de museus de Loures que, do ponto de vista da orgânica municipal, está inserido na Divisão de Património Cultural e Bibliotecas.
A rede é dirigida pela Unidade de Património e Museologia.
O Museu do Vinho e da Vinha, teve a sua inauguração no dia 26 de julho de 2013, decorrente da requalificação de um espaço habitacional preexistente, onde se sedimentaram múltiplas e diversificadas memórias.
Encontra-se instalado num edifício cuja história se encontra profundamente relacionada com a tradição vitivinícola local, tendo como elemento base o vinho característico e a casta rainha, o arinto, da região de Bucelas, demarcada desde 1911.
Apesar do famoso vinho, esta região apresenta também uma característica marcante, a sua ainda, ruralidade, que persiste independentemente dos aspetos mais atuais no dia á dia das suas gentes. Esta ruralidade faz-se sentir com ampla expressão na produção vitivinícola que envolve grande parte da comunidade, representando uma tradição centenária.
Persistem nesta região duas realidades distintas, os pequenos produtores, que utilizam o conhecimento empírico e mais tradicional para fazer o vinho, baseando o seu modus operandi num entendimento transmitido de geração em geração, recorrendo ainda ás típicas alfaias agrícolas, e por outro lado, a produção industrial que pressupõe a criação de marcas de vinho, para alimentar os mercados e satisfazer a procura dos consumidores, prevalecendo a vertente empresarial, auxiliada por enólogos, com vista também, a uma maior procura de exploração de avanços tecnológicos ligados ao setor.
No Museu do Vinho e da Vinha dá-se expressão a estas duas faces da realidade da região de Bucelas, enquadrando-se na sua missão conservar, preservar, documentar e investigar, tendo sempre presente a sua vocação, ser um espaço de referência para o estudo, discussão e problematização das questões associadas á vinicultura atual.

## Museu

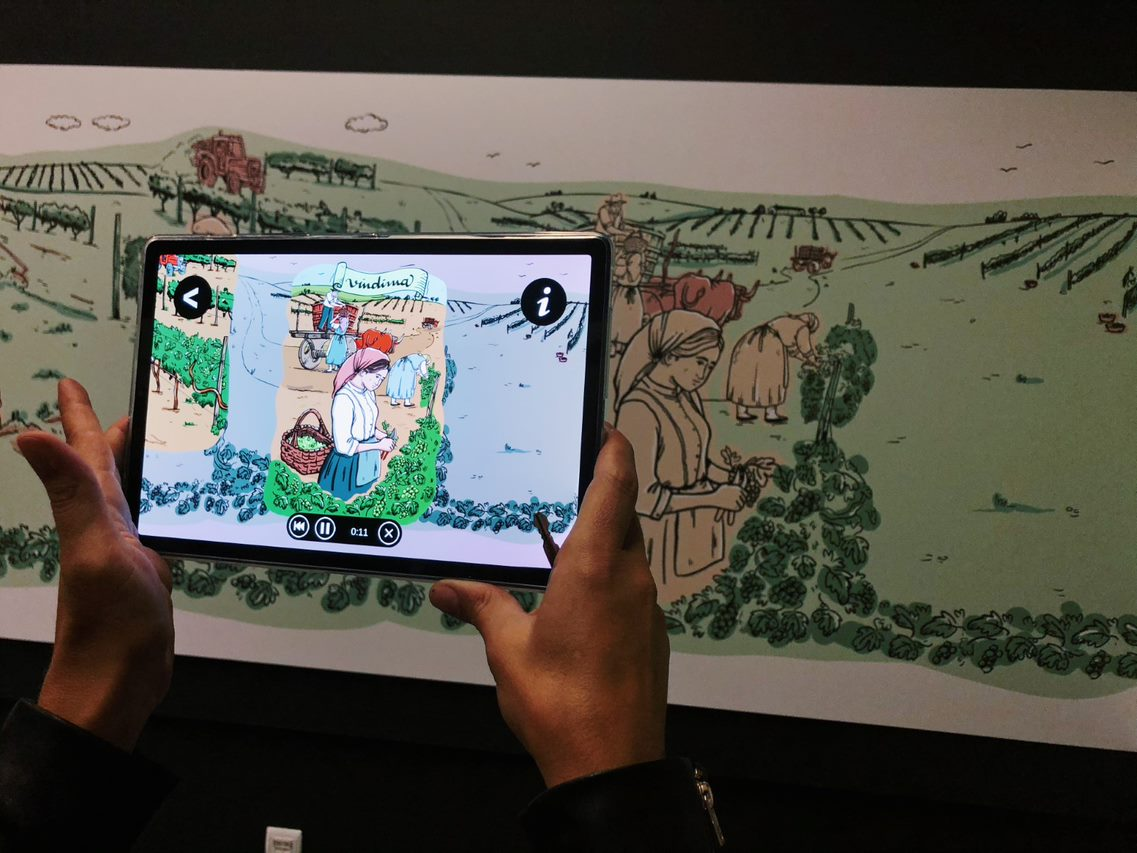
Exposição Multimédia

Instalado num edifício cuja história se destina a tradição vitivinícola, o Museu do Vinho e da Vinha, em Bucelas, apresenta no seu interior três espaços expositivos distintos, uma área destinada a uma exposição permanente, onde o visitante fica a conhecer a região, as tecnologias tradicionais e os meios de produção de vinho, uma exposição multimédia com a representação de todas as fases de vinificação e trabalho na vinha e ainda um mezanino reservado a exposições temporárias.
Atualmente, encontra-se patente ao público as exposições “Bucelas, terra do Arinto” e “Largo Espírito Santo. Do cemitério às Casas Romanas”, e a exposição permanente "Do Bacelo ao Copo". 

Possui uma loja especializada que congrega a oferta de vinhos da região demarcada de Bucelas, tintos da região de Lisboa e rota de vinhos Bucelas, Carcavelos e Colares.

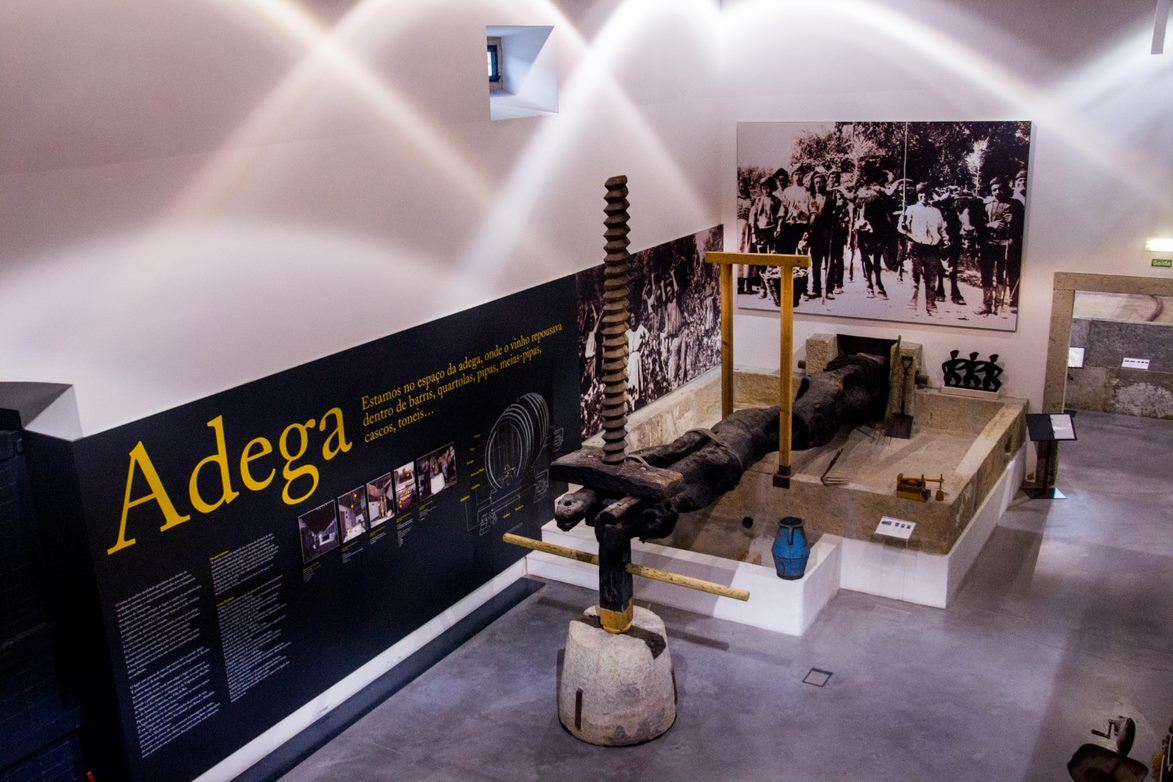
Interior do Museu do Vinho e da Vinha (Bucelas)

O Museu do Vinho e da Vinha, inaugurado em 2013, apresenta um discurso orientado para a história local e para a promoção do território, enquadrando-se na sua missão de conservar, preservar, documentar, investigar e promover espólios que lhes estão confiados, no sentido de os valorizar, contribuindo para o conhecimento e enriquecimento do património cultural material e imaterial da região de Bucelas e tendo sempre presente a sua vocação de ser um espaço de referência para o estudo, discussão e problematização das questões associadas á vitivinicultura atual, á paisagem e práticas imateriais decorrentes da cultura do vinho e da vinha na região de Bucelas, aproximando-se de um open air museum.
É um museu que se pretende de relação estreita com a comunidade, cujo trabalho que vem desenvolvendo segue no sentido de interagir, cada vez mais com as pessoas que fizeram e continuam a fazer a história deste território.
Em 2014, recebeu a menção honrosa na categoria prémio museu português, da APOM (associação portuguesa de museologia).
Em 2019, recebeu o prémio associação de municípios portugueses do vinho.
O projeto de adaptação do edifício histórico a museu é assinado pelo atelier Isabel Aires E José Cid, Arquitectos Lda..
Valorizando o património da região, contabilizam-se desde a sua inauguração cerca de meio milhar de bens doados, entre eles, objetos, documentos e fotografias, traduzindo a confiança demonstrada no museu e na sua equipa técnica.
Museu da Cerâmica de Sacavém
Quinta do Conventinho
Casa Museu José Pedro
Centro de Interpretação das Linhas de Torres
- https://www.facebook.com/museusdeloures/
- https://www.instagram.com/museusdeloures
- https://museusegalerias.cm-loures.pt/Museu/Catalogo/

1. ↑  «Bestguide»
2. ↑  «Câmara Municipal de Loures»
3. ↑  «Lovely Lisbonner»